# Poroszló
Poroszló is een plaats (község) en gemeente in het Hongaarse comitaat Heves. Poroszló telt 3087 inwoners (2002).

## Bezienswaardigheden

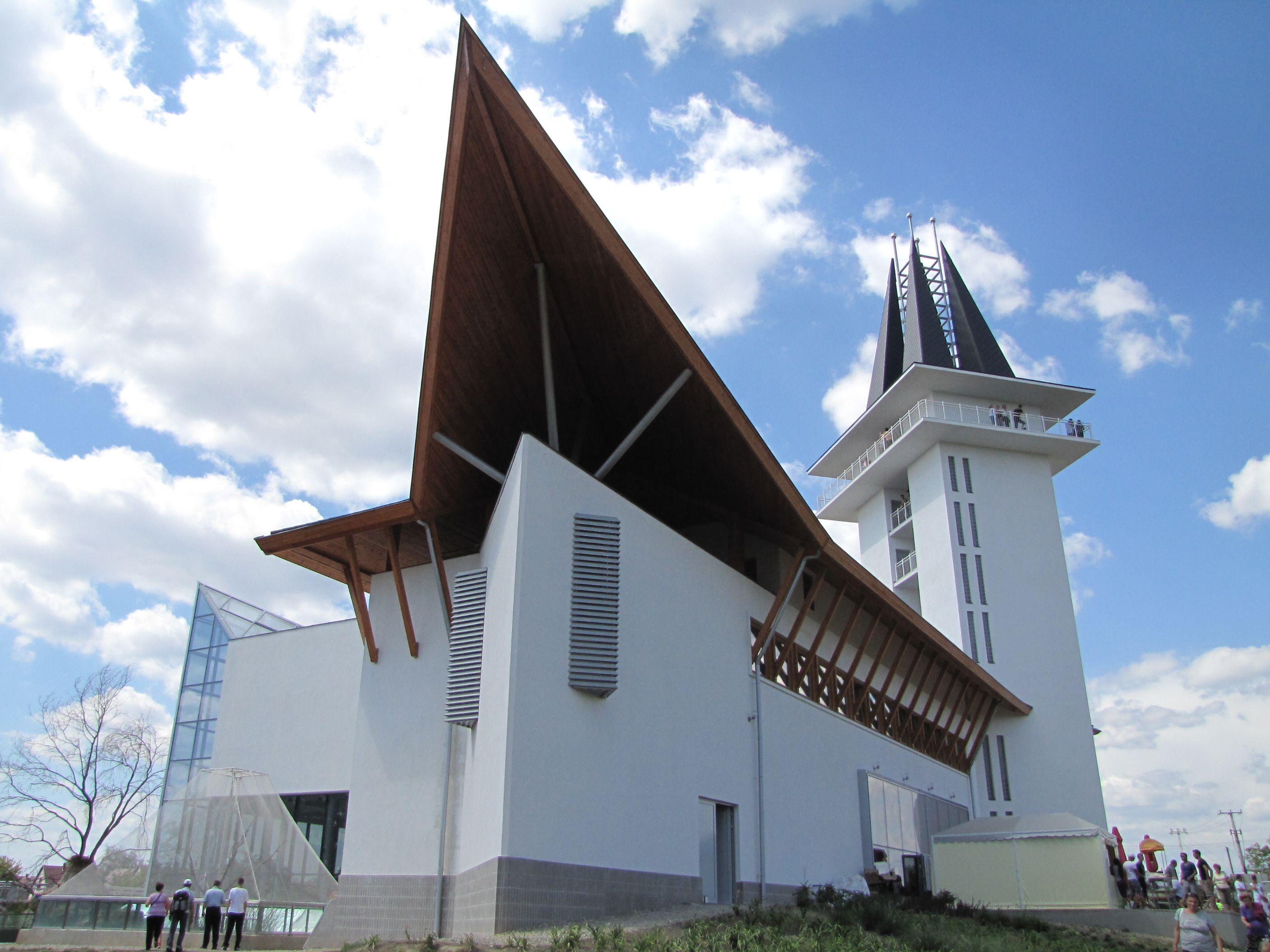
Eco-bezoekerscentrum Tisza-meer

Aan de oevers van het Tisza-meer staat het in 2009 geopende Eco-bezoekerscentrum.